# Hilario Extremiana

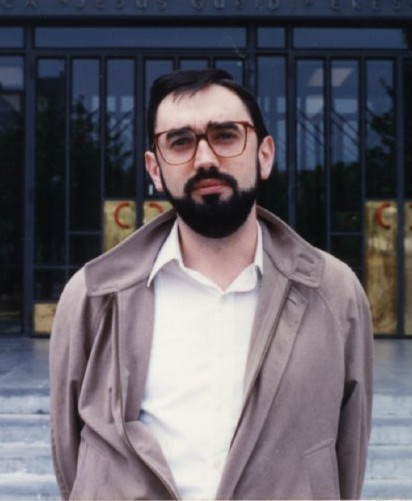
Hilario Extremiana. 1990

Hilario Extremiana Barrasa (Miranda de Ebro, 17 de diciembre de 1958) es un compositor y director de orquesta español.

## Estudios
Se inició en los estudios musicales con su padre y con Manuel Celdrán. Posteriormente estudió Armonía y Composición en Vitoria con Carmelo Bernaola, y en Bilbao con Juan Cordero. En cursos especiales también se ha formado, entre otros, con Cristóbal Halffter, Luis de Pablo y en Siena, Italia, durante un curso de verano, con Franco Donatoni. Finalizó en Madrid los estudios superiores de Composición con Antón García Abril y los de Dirección de Orquesta con Enrique García Asensio. También estudió Clarinete y Piano.

## Actividades docentes y profesionales
Ha sido profesor de Armonía, Formas musicales Director de la Orquesta del Conservatorio Superior de Bilbao y en otros centros musicales y desde 1999 hasta 2019 Director titular de la banda municipal de música de Vitoria. También ha impartido cursos en la Universidad de Deusto, Juventudes musicales, Universidad del País Vasco, Escuela de Música de Bilbao, Ayuntamiento de Vitoria etc.
Fue director del Grupo de Metales de Álava y del Coro Zigor de Baracaldo, Coro y Orquesta de Cámara de Bilbao, además de director invitado de otras agrupaciones musicales. Ha sido  miembro fundador de la Asociación musical Kuraia y  presidente de la Asociación Vasco-Navarra de Compositores (Musikagileak).

## Premios
Entre los premios recibidos a la creación musical se pueden destacar: premio a la creación musical del Gobierno Vasco (1999), Mención especial del jurado del comité judío en el concurso internacional para la creación musical (Los Ángeles, EE. UU., 1992), premios de la Asociación de música coral Kanta Berri,(Baiona-Francia, 2003), primer premio de composición Caja de Alava, primer premio concurso internacional de música de cámara para saxofón, (Madrid, 1994), primer premio de música de cámara para Txistu ciudad de Durango (2013), etc. También ha recibido subvenciones a la creación musical del Departamento de Cultura del Gobierno Vasco.

## Composiciones
Es autor de un buen número obras para formaciones y géneros diversos, como Abendmusik (guitarra); Referencias (cuarteto de saxofones); Bilgune baterako música/Música para un encuentro (orquesta); "Introducción y danza" para orquesta; "Tres improvisaciones cadencia y final" para clarinete y banda;  Concierto para Tuba y Banda/Orquesta; Los dones de la esperanza (coro de voces blancas) y conjunto instrumental); "Carptim" para cuarteto de cuerda y trombón etc. Son destacables las composiciones de nueva música de cámara dedicadas al chistu. Es autor de la ópera La Cenicienta roja. Ha realizado además numerosos arreglos para diferentes formaciones y estilos musicales que van desde el clásico hasta el pop y folk como por ejemplo "Banda Band" de Oskorri.

## Obras publicadas
- Honai : txistu eta akordeoi bikoterako (2000)
- Han: Oroipena : chistu - danbolina (2003)
- Ishtar: Acordeón-chistu(2003)
- Laukote ezkutua : Txistu bi eta Silbote bi (2006)
- Impromptu Capricho: Dos chistus, Silbote, Percusión, Cuarteto de cuerda (2006)
- Ene o Brandle: (akordeoi mold.: José Antonio Hontoria Mugica)(2007)
- Dantzatu: chistu/tamboril y piano(2007)
- Bizitzari: Mzz./barit. y piano (Hitzak: Mikel Garmendia) (2007)
- Fantasia para tres: (2008)
- Son de antaño (vals): chistu/tamboril y Piano (2008)
- Zuhaitza: Voz y piano (Hitzak: Mikel Garmendia) (2008)
- Harria: Voz y piano (2008)
- Deabrukeriak: Dos chistus, tamboril, bombete, piano (2009)
- Carptim: Cuarteto de cuerda y Trombón(2011) CM ediciones musicales
- In memoriam: chistu, tamboril-violín, piano (2012)
- Pequeñas piezas para piano: (1988)
- " Miniaturas musicales: Alhelí, Azahar, Pensamiento, Lirio, Mimosa, Sin nombre "Para ti" Orquesta, CM ediciones Musicales, Bilbao 2017
- " Silencio para una dama: Fantasía para orquesta con acompañamiento de guitarra CM Ediciones Musicales, Bilbao 2021
- "Introducción y danza - Honai" Orquesta CM Ediciones Musicales, Bilbao

### Discografía
- El pajarillo: (texto: Esteban Manuel de Villegas. Vitoria : Escolanía Udaberria (1994)
- Dos encuentro y un recuerdo : clarinete bajo, violonchelo, piano. En: Trío Bernaola. Jóvenes compositores vascos. Cantón Records (2000) . Ref.: CR-026-CD
- Sequi v. pitheos (1992) : para clarinete, viola y violonchelo. En: Kuraia. Concierto Inaugural (1997)
- Termes II : para clarinete y piano. En: Kuraia. Conciertos del Ensemble Kuraia (1998)
- Termes II : para clarinete y piano(1994). En: Música de cámara de compositores vascos. Vitoria: Udala, 2001. Ref.: ZC-266
- Han. En: Amilibia, Aitor. Hiru zuloei zirika. Laute (2003). Ref.: LCD-076
- Divertimento "Termes III" : para quinteto de viento. En: Quinteto de Viento "Pablo Sorozabal". A los cinco vientos. Fundación Ars Incógnita (2003). Ref.: 0005
- Variaciones Termes III. En: Inner Dúo. Hots. AusArt records (2003). Ref.: aArus 037
- Recuerdo (Int.: Trío Bernaola. La música en Vitoria = Vitoria Gasteizen musika. Vitoria : Udala, 2004. Ref.: ZC-338/9
- Honai. En: Bilbaoko Udal Txistu Banda. Bilbao : Bilbao Musika, 2005. Ref.: ZC-372
- Txirritxirria eta Inurria (Int.: Argileak). En: Kanta berri. Bayonne : Agorila, 2004. Ref.: AG CD 416
- Kukua Euskal Herrian (Int.: Arin)En: Kanta berri. Bayonne : Agorila, 2004. Erref.: AG CD 416
- Impromptu-capricho. En: Banda Municipal de Txistularis de Bilbao. Harizko txistua. Bilbao Musika, 2006. Ref.: ZC-426
- Honai. En: Amilibia, Aitor. Hauspo : biri eragin eta__ (Int.: Aitor Amilibia, txistua ; José Antonio Hontoria, akordeoia). Berziztu, 2007
- Kukua Euskal Herrian. En: Lautada Abesbatza. Denok musikaz loturik. Laute, 2007. Ref.: LCD-155
- Marcha Davalillo.En: Banda Municipal de San Asensio. 25 años. San Asensio (La Rioja) : Banda Municipal], 2010
- El tiempo congelado: (colección paisajes musicales-AgrupArte producciones) Banda Municipal de Vitoria. Director Hilario Extremiana
- Luis Aramburu: (CD dedicado a la obra L. Aramburu) C-002/003/¡ya! (ahorita fonográfica)Banda Municipal de Música de Vitoria, Director Hilario Extremiana
- "Cuatro momentos musicales: Teshup, Toht, Tlaloc, Ptah" Txistu-Tamboril-Acordeón CD ARTIZADI (Silboberri) - ORPHEUS 2024

### Grabaciones
- Duo Suite : oboe eta pianoa. Musikaste (18. 1990. Errentería).
- Los tres encuentros: Musikaste (23. 1995. Errentería). Estrenaldi nagusia.
- Cuatro piezas cortas - Recitativo (para ti) - Vals: Musikaste (28. 2000. Errenteria).
- 7 piezas breves para el recuerdo: Unas manos ; Un pianista ; Un piano ; Ocurrió en otro medio ; Recuerdo a mi padre "Para ti" ; A un amigo ; Ocurrió en otro tiempo "Vals". Eresbil Eresiak 5 Zikloa (12. 2004. Errenteria).
- Nire gogoan: Musikaste (33. 2005. Errenteria). Estrenaldi nagusia.
- Interludio variado - Termes III: (Iñigo Alonso, klarinetea, klarinete baxua ; Jabi Alonso, perkusioa) Eresbil Eresiak . 5. Zikloa (19. 2005. Errenteria).
- Recuerdo: (Iñigo Alonso, klarinete baxua) Eresbil Eresiak . 5. Zikloa (19. 2005. Errenteria).
- Ocho pequeñas piezas para piano: (Albert Nieto, pianoa). Música Comtemporanea. Escuela de Música Jesús Guridi (20 de junio de 1988).
- Trío: / A.E. Lauzurika (Hilario Extremiana, Begoña Divar, Juan José Mena, klarineteak). Música Comtemporanea. Escuela de Música Jesús Guridi (20 de junio de 1988).
- Impulso: Ángela Vilagrán, pianoa ; José Luis Pérez Boraita, flauta ; Juan José Mena, klarinetea ; Juan Manuel Sáez Etxabe, tronboia ; Iñaki Urkizu, trompeta ; zuz., Hilario Extremiana). Música Comtemporanea. Escuela de Música Jesús Guridi (20 de junio de 1988).
- Cuatro momentos musicales: (txistua eta akordeoia). Musikaste (35. 2007. Errenteria).
- Pequeñas piezas para piano (3, 6, 11): Flora Gómez (Radio Checa).
- Bilgune baterako música-Música para un encuentro: Orquesta Sinfónica de Euskadi (EITB-radio y televisión vasca).
- Concierto para Tuba y Banda: Luis Orduña Tuba-Banda Municipal de Música de Vitoria (EITB-Radio Vitoria).
- Referencias: Cuarteto Saxos (cuarteto de saxos de Madrid) (RNE clásica).
- Otras grabaciones: (RNE-clásica, radio Hong Kong).
- "Tres improvisaciones cadencia y final" Clarinete y Banda (grab. Bandas Municipales de Vitoria y Bilbao)
- "Silencio para una dama" flauta y guitarra YOUTUBE
- "Silencio para una dama" clarinete y orquesta YOUTUBE